# Agrilus paradoxus
Agrilus paradoxus es una especie de insecto del género Agrilus, familia Buprestidae, orden Coleoptera.
Fue descrita científicamente por Boheman, 1858.